# 始終你最好
《始終你最好》，香港歌手羅文加盟星威唱片公司後次張音樂專輯，由楊雲驃和馮添枝監製，於1993年8月推出。

## 簡介
此專輯花了半年時間籌備，標榜中國音樂風格，以及收錄非翻唱歌曲，並以抒情慢歌為主。點題曲〈始終你最好〉是新世紀音樂人龍笛投稿的作品（純音樂版〈Takaido〉（譯作〈東方海上航程〉）同期收錄於其個人專輯。），富東方色彩，據報導沒經一次修改就獲採用，羅文評說「曲子……訴說著我對愛人的那句話──始終你最好」。因羅文剛成為無線電視的合約歌手，專輯收錄了數首無線古裝劇的歌曲，當中〈做人做到底〉的饒舌部分獲樂評人GOCAT形容有羅文前作〈激光中〉的遺風。
專輯以第三主打的舞曲〈壞情人〉最受注目，詞人林夕沿襲羅文過往一些風格妖嬈的歌曲，並描寫當時流行的即食愛情觀；羅文花了三日，以自創的新唱腔灌錄。歌曲獲得業內人如商台點唱節目主持人、填詞人周禮茂、陳海琪的好評，如「可以衝擊歌壇沉悶的氣氛」；曾任羅文伴舞的陳小春表示在羅文九十年代的作品中，他最喜歡《壞情人》，因為「……演繹得很性感，展示了壞情人善良的一面。」。流行榜成績不俗，成為羅文首支三台冠軍歌，以及勁歌金曲該年第四季季選得獎曲，而被視為其事業回春作。往後翻唱的歌手亦不少，如郭富城、陳奕迅、潘美辰、鄭融等。
封套由盧志偉設計，獲《東周刊》的喜多樂評論「攝影、色調、構圖」獨特，「領呔當頸巾的服裝」具創意。

## 曲目
| 曲序 | 曲目           |        | 作曲           | 编曲       | 备注                             | 时长 |
| ---- | -------------- | ------ | -------------- | ---------- | -------------------------------- | ---- |
| 1.   | 疾風的歲月     | 林敏驄 | 楊雲驃         | 杜自持     | 無綫電視劇《金牙大狀》插曲       | 4:29 |
| 2.   | 始終你最好     | 向雪懷 | 龍笛           | 盧東尼     |                                  | 3:34 |
| 3.   | 某些日子       | 張美賢 | 楊世傑         | 八樓工作室 | 羅文《善變的心》粵語版           | 4:20 |
| 4.   | 壞情人         | 林夕   | 葉建華、麥皓輪 | 麥皓輪     | 後潘美辰改編為同名國語歌曲       | 3:06 |
| 5.   | 迷失的感情     | 蔡少英 | 馮添枝         | 徐日勤     | 電視劇《蓮花爭霸》插曲粵語版     | 3:28 |
| 6.   | 玄玄是緣       | 林敏驄 | 馮添枝         | 盧東尼     | 無綫電視劇《方世玉與乾隆皇》插曲 | 4:08 |
| 7.   | 做人做到底     | 黃霑   | 楊雲驃         | 麥皓輪     | 無綫電視劇《金牙大狀》主題曲     | 2:50 |
| 8.   | 人間           | 林夕   | 徐日勤         | 徐日勤     | 電視劇《蓮花爭霸》主題曲粵語版   | 3:50 |
| 9.   | 風，敲我窗     | 小美   | 馮添枝         | 麥皓輪     |                                  | 3:20 |
| 10.  | 送給你這首愛歌 | 蔡少英 | 何初一         | 麥皓輪     |                                  | 4:02 |